# AZ Alkmaar (féminines)
Ne doit pas être confondu avec AZ Alkmaar.
Actualités
L'équipe féminine de l'AZ Alkmaar est l'équipe féminine de football du club néerlandais AZ Alkmaar. Créée pour la saison 2007-2008, elle est dissoute à la fin de la saison 2010-2011.
L'AZ évolue durant sa courte existence en Eredivisie, dont il remporte trois éditions consécutives en 2008, 2009 et 2010. Les équipes masculine et féminine du club jouent à domicile au TATA Steel Stadion à Alkmaar (Hollande-Septentrionale), actuellement connu sous le nom de Rabobank IJmond Stadion.
Les joueuses de l'AZ s'engagent majoritairement pour le club du SC Telstar VVNH après la dissolution de l'équipe.
Avant la saison 2023-2024, l'AZ Alkmaar revient au football féminin en reprenant la licence du VV Alkmaar dans l'Eredivisie féminine.

## Palmarès
- Championnat des Pays-Bas (3) 
  - Championnes : 2008, 2009 et 2010
- Coupe des Pays-Bas (1)
  - Vainqueur : 2011
- Supercoupe des Pays-Bas
  - Finaliste : 2010

## Saison par saison
| Saison                                       | Div.       | Class. | Pts | Joués | V  | N | D  | BP | BC | Coupe des Pays-Bas | Supercoupe des Pays-Bas | Ligue des champions   |
| 2007-2008                                    | Eredivisie | 1er    | 37  | 20    | 11 | 4 | 5  | 29 | 16 | 2e tour            |                         |                       |
| 2008-2009                                    | Eredivisie | 1er    | 49  | 24    | 15 | 4 | 5  | 45 | 16 | 3e tour            |                         | Tour de qualification |
| 2009-2010                                    | Eredivisie | 1er    | 41  | 20    | 12 | 5 | 3  | 32 | 11 | 1/4 finale         |                         | 1/16 finale           |
| 2010-2011                                    | Eredivisie | 3e     | 40  | 21    | 12 | 4 | 5  | 43 | 25 | Vainqueur          | Finale                  | 1/16 finale           |
| dissolution du club puis refondation en 2023 |            |        |     |       |    |   |    |    |    |                    |                         |                       |
| 2023-2024                                    | Eredivisie | 9      | 21  | 22    | 5  | 6 | 11 | 28 | 38 | 1/8e F             | -                       | -                     |

## Parcours européen
| Saison    | Compétition         | Tour                           | Pays | Adversaire         | Score    |
| --------- | ------------------- | ------------------------------ | ---- | ------------------ | -------- |
| 2008-2009 | Coupe UEFA          | Tour de qualification Groupe 1 |      | Glasgow City LFC   | 1-1      |
| 2008-2009 | Coupe UEFA          | Tour de qualification Groupe 1 |      | FC Narta Chisinau  | 7-0      |
| 2008-2009 | Coupe UEFA          | Tour de qualification Groupe 1 |      | ŽFK Mašinac Niš    | 4-1      |
| 2009-2010 | Ligue des champions | Seizièmes de finale            |      | Brøndby IF         | 1-2, 1-1 |
| 2010-2011 | Ligue des champions | Seizièmes de finale            |      | Olympique lyonnais | 1-2, 0-8 |